# Brookesia bonsi
Brookesia bonsi este o specie de cameleoni din genul Brookesia, familia Chamaeleonidae, descrisă de Ramanantsoa 1980. A fost clasificată de IUCN ca specie pe cale de dispariție (stare critică). Conform Catalogue of Life specia Brookesia bonsi nu are subspecii cunoscute.